# Ankh (videogioco)
Ankh, anche conosciuto come Ankh: La maledizione del re Scarabeo (Ankh: Curse of the Scarab King), è un'avventura grafica sviluppata da Deck13 Interactive e pubblicata nel 2005 per Windows e successivamente per Mac OS e Nintendo DS.
Il gioco è ambientato in una ricostruzione completamente tridimensionale dell'Egitto nell'epoca dei Faraoni. Lo stile del gioco, ricco di situazioni paradossali e umorismo demenziale, ricorda le vecchie avventure della Lucasarts.
Ankh diede inizio a una serie di quattro titoli, venendo seguito dalle avventure Ankh: Il cuore di Osiride (2006), Ankh: La battaglia degli Dei (2007) e dal poco noto gioco di ricerca oggetti Ankh: The Lost Treasures (2009). A sua volta Ankh è un remake di un gioco per Acorn Archimedes, Ankh: The Tales of Mystery (Artex Software, 1998), in parte degli stessi autori.

## Trama
Il giocatore impersona Assil, il figlio di un famoso architetto de Il Cairo. Festaiolo, organizza una serata all'interno di una piramide insieme a due suoi amici. Ma in questa occasione distrugge goffamente alcune urne funerarie, disturbando così il riposo di una mummia, che lo punisce comminandogli una maledizione mortale.
Compito del giovane è cercare di liberarsi da tale maledizione entro 24 ore; per farlo sarà costretto a rivolgersi al Faraone o al dio Osiride in persona. Nelle fasi centrali, Assil incontrerà Thara (anch'ella giocabile), la figlia dell'ambasciatore dell'Arabia.

## Accoglienza
| Testata                          | Versione    | Giudizio |
| -------------------------------- | ----------- | -------- |
| Metacritic (media al 22-05-2020) | PC, Mac     | 74/100   |
| Metacritic (media al 22-05-2020) | DS          | 61/100   |
| Adventure Gamers                 | PC, Mac     | 3,5/5    |
| Adventure Gamers                 | DS          | 0,5/5    |
| Eurogamer                        | PC, Mac     | 6/10     |
| GamesMaster                      | PC, Mac     | 88%      |
| GameSpot                         | PC, Mac     | 7.3/10   |
| GameZone                         | PC, Mac     | 7.8/10   |
| Nintendo Gamer                   | DS          | 50%      |
| PC Gamer                         | PC, Mac     | 76%      |
| PC Zone                          | PC, Mac     | 68%      |
| VideoGamer.com                   | PC, Mac     | 8/10     |
| GameStar                         | PC, DS, Mac | 78/100   |
| PC Games                         | PC, DS, Mac | 85/100   |
| 4Players                         | PC, DS, Mac | 85/100   |
| PC Action                        | PC, DS, Mac | 86%      |

Ankh risultò essere un successo commerciale nel mercato tedesco, con oltre 100 000 vendite nella sola Germania.
Il Kölner Stadt-Anzeiger ha dichiarato che il gioco ha visto il successo in tutto il mondo; secondo Deck13, le vendite globali combinate di Ankh e dei suoi primi due sequel (Ankh: Heart of Osiris e Ankh: Battle of the Gods) hanno superato le 500.000 vendite nell'agosto 2009.
Le versioni per PC e DS hanno ricevuto un'accoglienza intermedia, stando alle recensioni su Metacritic.